# Torneo de las Seis Naciones 2019
El Torneo de las Seis Naciones Guinness 2019 fue la 125 edición de la competición, entre selecciones, más importante del hemisferio norte.
Gales consigue su vigesimoséptimo título con un Grand Slam.

## Participantes
| País       | Estadio               | Estadio   | Estadio     | Entrenador      | Capitán         |
| País       | Recinto               | Capacidad | Ciudad      | Entrenador      | Capitán         |
| ---------- | --------------------- | --------- | ----------- | --------------- | --------------- |
| Escocia    | Estadio Murrayfield   | 67.144    | Edimburgo   | Gregor Townsend | Greig Laidlaw   |
| Francia    | Estadio de Francia    | 81.338    | Saint-Denis | Jacques Brunel  | Guilhem Guirado |
| Gales      | Estadio del Milenio   | 74.500    | Cardiff     | Warren Gatland  | Alun Wyn Jones  |
| Inglaterra | Estadio de Twickenham | 82.000    | Londres     | Eddie Jones     | Owen Farrell    |
| Irlanda    | Estadio Aviva         | 51.700    | Dublín      | Joe Schmidt     | Rory Best       |
| Italia     | Estadio Olímpico      | 73.261    | Roma        | Conor O'Shea    | Sergio Parisse  |

## Reglamento
Cada seleccionado contará en su plantel con 31 jugadores, que deberán ser publicados antes del 20 de enero de 2019.
Como desde la edición de 2017, el sistema de puntos es: 4 por victoria, 2 por empate y 0 por derrotas. Además de puntos adicionales de bonificación: 1 por anotar cuatro o más tries y 1 si se es derrotado por menos de siete puntos de diferencia.
Adicionalmente, se otorgan tres puntos de bonificación a un equipo que gane sus cinco partidos (un Grand Slam). Esto garantiza que un equipo ganador de sus cinco partidos encabezará la tabla con al menos 23 puntos, ya que de lo contrario podría darse el caso que un equipo ganase los cinco partidos sin puntos de bonificación para un total de 20 puntos mientras que otro equipo ganase cuatro partidos con puntos de bonificación y perdiese su quinto partido mientras reclama puntos de bonificación para un máximo de 22 puntos.

## Clasificación
| Pos.                                                                  | País       | Partidos | Partidos | Partidos  | Partidos | Anotación | Anotación | Anotación  | Tries (diferencia) | Puntos Bonus | Puntos |
| Pos.                                                                  | País       | Jugados  | Ganados  | Empatados | Perdidos | A favor   | En contra | Diferencia | Tries (diferencia) | Puntos Bonus | Puntos |
| --------------------------------------------------------------------- | ---------- | -------- | -------- | --------- | -------- | --------- | --------- | ---------- | ------------------ | ------------ | ------ |
| 1                                                                     | Gales      | 5        | 5        | 0         | 0        | 114       | 65        | +49        | 3                  | 3            | 23     |
| 2                                                                     | Inglaterra | 5        | 3        | 1         | 1        | 184       | 101       | +83        | 11                 | 4            | 18     |
| 3                                                                     | Irlanda    | 5        | 3        | 0         | 2        | 101       | 100       | +1         | 4                  | 2            | 14     |
| 4                                                                     | Francia    | 5        | 2        | 0         | 3        | 93        | 118       | −25        | −3                 | 2            | 10     |
| 5                                                                     | Escocia    | 5        | 1        | 1         | 3        | 105       | 125       | −20        | −3                 | 3            | 9      |
| 6                                                                     | Italia     | 5        | 0        | 0         | 5        | 79        | 167       | −88        | −12                | 0            | 0      |
| Fuente: Guinness 6 Nations Table (actualizado el 17 de marzo de 2019) |            |          |          |           |          |           |           |            |                    |              |        |

## Partidos
BO: Punto de bonificación ofensivo.
BD: Punto de bonificación defensivo.
GS: Tres puntos de bonificación por ganar los cinco partidos (un Grand Slam).

### Jornada 1
| 1 de febrero, 21:00 CET (UTC+1)                    | Francia                                                                | BD 19 – 24 | Gales                                                                                           | Estadio de Francia, Saint-Denis                          |                                                          |
|                                                    | Tries Picamoles 6' Huget 23' Penales López (2) 34', 70' Drop López 40' | Reporte    | Tries 47' T. Williams 52', 72' North Conversiones 47', 53' Anscombe 73' Biggar Penal 63' Biggar | Asistencia: 60 000 espectadores Árbitro(s): Wayne Barnes | Asistencia: 60 000 espectadores Árbitro(s): Wayne Barnes |
| El 6 Naciones inició con victoria de Gales, Clarín |                                                                        |            |                                                                                                 |                                                          |                                                          |

| 2 de febrero, 14:15 GMT (UTC+0) | Escocia                                                                                             | BO 33 – 20 | Italia                                                                             | Estadio Murrayfield, Edimburgo                          |                                                         |
|                                 | Tries Kinghorn 12', 21', 54' Hogg 47' Harris 62' Conversiones Laidlaw (3) 23', 49', 55' Russell 63' | Reporte    | Tries 71' Palazzani 75' Padovani 78' Esposito Conversión 71' Allan Penal 10' Allan | Asistencia: 67 144 espectadores Árbitro(s): Luke Pearce | Asistencia: 67 144 espectadores Árbitro(s): Luke Pearce |
| Escocia tumba a Italia, AS      | |            |                                                                                    |                                                         |                                                         |

| 2 de febrero, 16:45 GMT (UTC+0)                    | Irlanda                                                                                 | 20 – 32 BO | Inglaterra                                                                                              | Estadio Aviva, Dublín                                     |                                                           |
|                                                    | Tries Healy 25' Cooney 80' Conversiones Sexton (2) 26', 80' Penales Sexton (2) 11', 55' | Reporte    | Tries 2' May 30' Daly 66', 76' Slade Conversiones 3', 31', 77' (3) Farrell Penales 40', 70' (2) Farrell | Asistencia: 51 700 espectadores Árbitro(s): Jérôme Garcès | Asistencia: 51 700 espectadores Árbitro(s): Jérôme Garcès |
| Inglaterra dio el golpe ante el campeón, La Nación |                                                                                         |            | |                                                           |                                                           |

### Jornada 2
| 9 de febrero, 14:15 GMT (UTC+0) | Escocia                                                            | 13 – 22 | Irlanda                                                                                        | Estadio Murrayfield, Edimburgo                           |                                                          |
|                                 | Try Johnson 29' Conversión Laidlaw 30' Penales Laidlaw (2) 7', 62' | Reporte | Tries 10' Murray 17' Stockdale 56' Earls Conversiones 17' Murray 57' Carbery Penal 69' Carbery | Asistencia: 67 144 espectadores Árbitro(s): Romain Poite | Asistencia: 67 144 espectadores Árbitro(s): Romain Poite |

| 9 de febrero, 17:45 CET (UTC+1) | Italia                                                            | 15 – 26 | Gales                                                                                                | Estadio Olímpico, Roma                                     |                                                            |
|                                 | Tries Steyn 34' Padovani 75' Conversión Allan 36' Penal Allan 44' | Reporte | Tries 54' Adams 70' Watkin Conversiones 55' Biggar 71' Anscombe Penales 2', 15', 19', 30' (4) Biggar | Asistencia: 38 700 espectadores Árbitro(s): Mathieu Raynal | Asistencia: 38 700 espectadores Árbitro(s): Mathieu Raynal |

| 10 de febrero, 15:00 GMT (UTC+0) | Inglaterra | BO 44 – 8 | Francia                        | Estadio de Twickenham, Twickenham                       |                                                         |
|                                  | Tries May 2', 24', 29' Slade 40' Try penal 49' Farrell 55' Conversiones Farrell (3) 31', 40', 56' Penales Farrell (2) 7', 13' | Reporte   | Try 35' Penaud Penal 10' Parra | Asistencia: 82 000 espectadores Árbitro(s): Nigel Owens | Asistencia: 82 000 espectadores Árbitro(s): Nigel Owens |

### Jornada 3
| 23 de febrero, 15:15 CET (UTC+1) | Francia                                                                                            | BO 27 – 10 | Escocia                                                 | Estadio de Francia, Saint-Denis |                       |
|                                  | Tries Ntamack 13' Huget 41' Alldritt 75', 80+8' Conversiones Ramos 15' Serin 80+9' Penal Ramos 18' | Reporte    | Try 78' Price Conversión 78' Hastings Penal 26' Laidlaw | Árbitro(s): Nic Berry           | Árbitro(s): Nic Berry |

| 23 de febrero, 16:45 GMT (UTC+0) | Gales                                                                             | 21 – 13 | Inglaterra                                                        | Estadio del Milenio, Cardiff                            |                                                         |
|                                  | Tries Hill 68' Adams 78' Conversión Biggar 69' Penales Anscombe (3) 24', 52', 57' | Reporte | Try 27' Curry Conversión 27' Farrell Penales 18', 63' (2) Farrell | Asistencia: 73 931 espectadores Árbitro(s): Jaco Peyper | Asistencia: 73 931 espectadores Árbitro(s): Jaco Peyper |

| 24 de febrero, 16:00 CET (UTC+1) | Italia                                                   | 16 – 26 BO | Irlanda                                                                                       | Estadio Olímpico, Roma                                   |                                                          |
|                                  | Tries Padovani 33' Morisi 39' Penales Allan (2) 20', 26' | Reporte    | Tries 11' Roux 21' Stockdale 51' Earls 67' Murray Conversiones 12' Sexton 52', 68' (2) Murray | Asistencia: 49 720 espectadores Árbitro(s): Glen Jackson | Asistencia: 49 720 espectadores Árbitro(s): Glen Jackson |

### Jornada 4
| 9 de marzo, 14:15 GMT (UTC+0) | Escocia                                     | BD 11 – 18 | Gales                                                                            | Estadio Murrayfield, Edimburgo                             |                                                            |
|                               | Try Graham 58' Penales Russell (2) 11', 21' | Reporte    | Tries 14' Adams 30' Davies Conversión 15' Anscombe Penales 24', 80' (2) Anscombe | Asistencia: 67 144 espectadores Árbitro(s): Pascal Gaüzère | Asistencia: 67 144 espectadores Árbitro(s): Pascal Gaüzère |

| 9 de marzo, 16:45 GMT (UTC+0) | Inglaterra | BO 57 – 14 | Italia                                                     | Estadio de Twickenham, Twickenham |                       |
|                               | Tries George 8' May 15' Tuilagi 21', 47' Shields 32', 79' Kruis 64' Robson 68' Conversiones Farrell (4) 9', 16', 22', 33' Ford (3) 65', 69', 80' Penal Farrell 26' | Reporte    | Tries 12' Allan 54' Morisi Conversiones 14', 56' (2) Allan | Árbitro(s): Nic Berry             | Árbitro(s): Nic Berry |

| 10 de marzo, 15:00 GMT (UTC+0) | Irlanda                                                                           | BO 26 – 14 | Francia                                                      | Estadio Aviva, Dublín    |                          |
|                                | Tries Best 3' Sexton 30' Conan 36' Earls 56' Conversiones Sexton (3) 4', 31', 58' | Reporte    | Tries 77' Huget 80+1' Chat Conversiones 77', 80+4' (2) Serin | Árbitro(s): Ben O'Keeffe | Árbitro(s): Ben O'Keeffe |

### Jornada 5
| 16 de marzo, 13:30 CET (UTC+1) | Italia                                       | 14 – 25 | Francia                                                                                                  | Estadio Olímpico, Roma     |                            |
|                                | Tries Tebaldi 55' Penales Allan 6', 12', 43' | Reporte | Tries 16' Dupont Huget 46' Penaud 79' Conversiones 17', 48' Ntamack Penales 21' Ntamack Drop 63' Ntamack | Árbitro(s): Matthew Carley | Árbitro(s): Matthew Carley |

| 16 de marzo, 14:45 GMT (UTC+0) | Gales                                                                                    | GS 25 – 7 | Irlanda                                      | Estadio del Milenio, Cardiff |                           |
|                                | Tries Parkes 2' Conversiones Anscombe 3' Penales Anscombe 18', 36', 49', 54', 70', 41+1' | Reporte   | Tries 81+2' Larmour Conversiones 81+3' Carty | Árbitro(s): Angus Gardner    | Árbitro(s): Angus Gardner |

| 16 de marzo, 17:00 GMT (UTC+0) | Inglaterra | BO 38 – 38 BO | Escocia | Estadio de Twickenham, Twickenham |                           |
|                                | Tries Nowell 2' Curry 9' Launchbury 13' May 29' Ford 81+2' Conversiones Farrell 3', 10', 15', 31' Ford 81+3' Penales Farrell 25' | Reporte       | Tries 35' McInally 47', 57' Graham 50' Bradbury 60' Russell 76' Johnson Conversiones 36', 51' Russell 60', 77' Laidlaw | Árbitro(s): Paul Williams         | Árbitro(s): Paul Williams |

## Máximos anotadores
| Puntos convertidos | Puntos convertidos |
| Jugador            | Puntos             |
| ------------------ | ------------------ |
| Owen Farrell       | 59                 |
| Gareth Anscombe    | 43                 |
| Tommaso Allan      | 34                 |
| Jonny May          | 30                 |
| Jonathan Sexton    | 23                 |

| Tries convertidos | Tries convertidos |
| Jugador           | Tries             |
| ----------------- | ----------------- |
| Jonny May         | 6                 |
| Yoann Huget       | 4                 |
| Edoardo Padovani  | 3                 |
| Blair Kinghorn    | 3                 |
| Josh Adams        | 3                 |

## Premios especiales
- Grand Slam:  Gales
- Triple Corona:  Gales
- Copa Calcuta:  Escocia (38–38)
- Millennium Trophy:  Inglaterra (20–32)
- Centenary Quaich:  Irlanda (13–22)
- Trofeo Garibaldi:  Francia (14–25)
- Trofeo Auld Alliance:  Francia (27–10)
- Copa Doddie Weir:  Gales (18–11)
- Cuchara de madera:  Italia